# Бечко-Друзин, Владимир Кузьмич
Владимир Кузьмич Бечко-Друзин (1823—1898) — архитектор Казани.

## Биография
Родился в 1823 году в пригороде Каменца Подольской губернии в семье секретаря городового магистрата, титулярного советника Кузьмы Степановича Бечко-Друзина и его жены Екатерины Константиновны.
В 1841—1849 годах учился в Строительном училище Главного управления путей сообщения в Петербурге.
С 27 сентября 1849 года работал помощником архитектора в Казанской строительной и дорожной комиссии. В 1863—1898 годах был архитектором Казанского учебного округа. Затем служил казанским городским архитектором (1870—1884), а также был архитектором Родионовского института благородных девиц (1882—1894). Одновременно, в 1885—1886 годах исполнял обязанности архитектора Казанского университета.
В 1881 году — надворный советник. Был награждён орденами Св. Владимира 4-й степени и Св. Станислава 3-й и 2-й степеней.
По его проектам построены многие известные сооружения в Казани; в их числе: здания Центральной крещено-татарской школы (1870—1871; улица Николая Ершова, 20), Казанской учительской семинарии (1871—1872; улица Марджани, 26), Ветеринарного института (улица Карла Маркса), Второй мужской гимназии (1874; улица Камала, 1/48), конторы Арского кладбища, лавки Д. Д. Лисицина (1872): жилые дома Н. М. Мельникова (1875), Перимова (1879), А. М. Ямбиковой (1889), собственный дом (1881). В Елабуге по его проектам были построено здание реального (1882) и реконструировано здание удельного (1888) училища. 
Также им был выполнен проекты церкви Сергия Радонежского в селе Нижний Услон (1870-е).
С 1867 года член Казанского экономического общества, в 1898 году член правления Казанского общества пособия бедным.
Умер 11 (23) апреля 1898 года.

## Семья
Первым браком был женат на Александре Николаевне, которая рано умерла — в возрасте 32 лет, оставив трёх детей, Степана (1860 — не ранее 1930), Николая (1862—?) и Александру (1865—1917).
В 1866 году женился второй раз — на Лидии Николаевне. В этом браке родились Владимир (1868—?) и Герман (1877—?).